# Nederlandse Strijkkwartet Academie
De Nederlandse Strijkkwartet Academie (NSKA) is een postdoctorale opleiding voor bijzonder begaafde jonge musici die zich willen specialiseren in het spelen van strijkkwartetten. Er is een voltijds- en een deeltijdopleiding. Om de kwartetten in opleiding concertervaring op te laten doen, organiseert de academie regelmatig concerten voor deze kwartetten. Ook worden regelmatig openbare masterclasses gegeven.

## Geschiedenis
De NSKA is opgericht in 2001 door Stefan Metz, cellist van het Orlando Kwartet, omdat er in de Nederlandse conservatoria te weinig kennis en ervaring was op het gebied van het onderwijzen van strijkkwartetten, waardoor Nederland op dit gebied achterliep in vergelijking met het buitenland.

## Vrienden van de NSKA
In 2003 werd de Stichting Vrienden van de NSKA opgericht. Deze stichting stelt zich ten doel geld in te zamelen om bij te kunnen dragen in de kosten die kwartetten moeten maken om de opleiding aan de NSKA te kunnen volgen.